# Nemesis (Philip Roth)
Nemesis ist der 2010 erschienene letzte Roman des amerikanischen Schriftstellers Philip Roth. Die gleichnamige deutsche Übersetzung von Dirk van Gunsteren erschien 2011 im Münchner Carl Hanser Verlag. Die Haupthandlung des Romans fußt auf einer fiktionalen Polioepidemie im Jahr 1944 in Newark, dem Geburtsort des Autors im US-Bundesstaat New Jersey, und schildert die Reaktionen der Menschen darauf.

## Inhalt
Beim Ausbruch einer Polioepidemie in Newark in New Jersey 1944 betreut der dreiundzwanzigjährige Sportlehrer Eugene „Bucky“ Cantor, die Hauptfigur des Romans, in einem heißen Sommer auf dem Sportplatz seiner Schule jene Schüler, die in den Ferien in Newark geblieben sind. Bucky Cantor wird als ein von Pflichtgefühl geleiteter Charakter geschildert. Entsprechend enttäuscht und verbittert ist er, dass er wegen seiner starken Kurzsichtigkeit anders als die meisten seiner Altersgenossen nicht zum Militär eingezogen wird, um im Pazifik oder in Europa im Zweiten Weltkrieg mitzukämpfen.
Dem Bemühen, auf seinem Posten zu bleiben und seine Schutzbefohlenen vor drohendem Unheil zu bewahren, steht seine Hilflosigkeit vor der Ausbreitung der Epidemie gegenüber. Den Angriff einiger italienischer Halbstarker gegen seine jüdische Kindergruppe kann er erfolgreich stoppen. Er ist ängstlich besorgt, dass seine Schüler sich nicht überanstrengen, genügend trinken, sich viel im Schatten ausruhen. Aber dennoch erkranken immer mehr seiner Schüler und zwei davon sterben rasch. Die allgemeine Verstörung und dadurch ausgelöste emotionale Äußerungen von Leid, Verärgerung und Furcht nehmen zu. Eltern erheben wahllos Vorwürfe gegen Bucky Cantor, gegen den Sport in der Hitze, gegen das Gesundheitsamt, gegen vermutete Ansteckungsquellen. Immer weniger Eltern lassen ihre Kinder zum Sportplatz gehen.
Bucky Cantors Erschütterung bei der Beerdigung seines ersten verstorbenen Schülers und angesichts der heftiger werdenden Reaktionen von Eltern erkrankter Kinder äußert sich in wütenden Theodizee-Vorwürfen gegen Gott und seine eigene Unfähigkeit. Seine prinzipielle Pflichttreue gerät durch spontan aus seinem Unbewussten aufsteigende Entschlüsse ins Wanken. Bei einem Gespräch mit dem Vater seiner Freundin Marcia Steinberg bittet er ungeplant um dessen Zustimmung zu ihrer Verlobung. Obwohl er es als Fahnenflucht empfindet, gibt er ein paar Tage später der erotischen Verlockung nach, als Ersatz für einen ausgefallenen Betreuer zu ihr in ein Ferienlager in den Appalachen zu reisen. Er verbringt mit ihr ein paar glückliche und unbeschwerte Tage, ehe auch dort der erste Fall von Kinderlähmung auftritt. Zuletzt erkrankt Bucky Cantor selbst daran.
Nach einem Zeitsprung in die 1970er Jahre wird die weitere Entwicklung von Bucky Cantor mit der seines ehemaligen Schülers Arnie Mesnikoff konfrontiert. Beide waren stark von Lähmungen betroffen, überlebten aber schwer behindert. Bucky Cantor zerbrach an dem Schicksalsschlag und dem unbewiesenen Selbstvorwurf, die Seuche im Ferienlager eingeschleppt zu haben. Er löste unerbittlich die Verlobung mit Marcia Steinberg gegen deren Widerstand und schlug sich anschließend antriebslos mit Gelegenheitsjobs durch sein zurückgezogen verbrachtes Leben. Er zürnt noch immer Gott und sich selbst. Arnie Mesnikoff hingegen, ein Atheist, der seine Behinderung einfach als einen der Zufälle auffasst, mit denen man im menschlichen Leben fertigwerden muss, hat einen erfolgreichen Betrieb gegründet, der Wohnungen und Gebäude behindertengerecht umbaut.

## Form
Der Erzählfluss ist im Wesentlichen linear und wird nur von wenigen kurzen biografischen Rückblenden unterbrochen. Die ersten beiden Teile hängen nahtlos zusammen und sind lediglich durch den Ortswechsel abgegrenzt. Der erste Teil Äquatorial-Newark spielt in Newark, der zweite Teil Indian Hill im Ferienlager in den Appalachen. Erst als gegen Ende des ersten Teils Arnie Mesnikoff an Poliomyelitis erkrankt, wird er als der fiktive Erzähler des Romans erkennbar. Im kurzen dritten Teil Wiedersehen, der in den 1970er Jahren spielt, fungiert er dann explizit als Ich-Erzähler.
Während die ersten beiden Teile von einem unmittelbaren Erzählen des Geschehens und den direkten Reaktionen, Gedanken und Empfindungen der handelnden Personen beherrscht werden, fließen in den dritten Teil viele weltanschauliche Reflexionen des erst hier deutlich erkennbar werdenden Erzählers Arnie Mesnikoff darüber ein. Der Roman ist in diesem Sinne zweigeteilt in eine konventionelle Erzählung und eine zeitlich und gestalterisch abgesetzte lebensbilanzierende Retrospektive.

## Wertungen
Das Buch wurde von der Kritik sowohl positiv wie negativ beurteilt.
Ulrich Greiner nennt es in der Zeit einen großartigen Roman:

„In dem Bericht des angenehm mittelmäßigen Arnie erscheint uns der Held Bucky Cantor als Opfer einer unbegreiflichen Tragödie, die niemanden, der diesen finsteren, wahrhaft großartigen Roman liest, unberührt lässt.“

Markus Gasser schreibt in der Frankfurter Allgemeinen:

„…es ist Roths Geheimnis, dass er über die unerfindliche Schönheit seines Stils und struktureller Spannungsfinessen dem Leser jenen Trost gewährt, den er seinen Geschöpfen versagt. Roth ist ein Stück Heimat, jede Lektüre ein privates Erlebnis, so, als läse man den sehr persönlich gehaltenen Brief eines guten alten Freundes, auf dem als Wasserzeichen sich der Satz eingeprägt findet: „Versuche, keine Angst zu haben, nichts ist es wert.“ Darin auch bleibt Philip Roth, der mitleidvollste Schriftsteller der Welt, unerreicht: Von „Nemesis“ werden sich selbst diejenigen getröstet und gestärkt finden, die noch gar nicht wussten, wie traurig sie im Innersten sind.“

Christopher Schmidt kommt in der Süddeutschen Zeitung dagegen zu einem anderen Schluss:

„Doch den Gewissensbissen des Helden fehlt eine hinreichend tragfähige objektive Grundlage. „Er wurde von einem übersteigerten Pflichtgefühl getrieben, besaß aber zu wenig geistige Statur, und dafür hat er einen hohen Preis gezahlt“. Diese lapidaren Worte legt Roth zwar dem Erzähler in den Mund. Doch woher kommt dieses „Pflichtgefühl“? Und warum muss es den Helden in den Untergang treiben? Philip Roth hat das Defizit in der literarischen Motivation seines Protagonisten vielleicht gespürt. Indem er Bucky Cantor in zwei Disziplinen triumphal in Szene setzt, als Turmspringer und als Speerwerfer, versucht er, seinen Helden zu überhöhen, verwandelt ihn in eine trotz ihrer Kleinwüchsigkeit übergroße Gestalt. Das ist eindrucksvoll, mitreißend und entfaltet einige rhetorische Wucht - lässt aber einen Leser zurück, der sich am Ende nicht nur über Bucky, sondern auch über die eigene Begeisterung wundert.“

## Trivia
Die Idee zu dem Roman Nemesis kam Philip Roth über seine Freundin Mia Farrow, die in ihrer Kindheit an Polio litt und deshalb von ihren Altersgenossinnen sehr isoliert leben musste.

## Ausgaben
Englisch
- Nemesis, Houghton Mifflin Harcourt, Boston 2010, ISBN 978-0-547318356

Deutsch
- Nemesis, dt. von Dirk van Gunsteren, Carl Hanser, München 2011, ISBN 978-3-446-23642-4